# Sutton upon Derwent
Sutton upon Derwent – wieś w Anglii, w hrabstwie East Riding of Yorkshire. Leży 44 km na północny zachód od miasta Hull i 273 km na północ od Londynu. W 2001 miejscowość liczyła 575 mieszkańców.